# 朱宝杰
朱宝杰（1989年8月11日—），是中国足球运动员，目前效力于上海申花。

## 俱乐部生涯
朱宝杰出道于上海申花足球学校。
2008赛季，朱宝杰第一次进入陕西中新一线队，并在2008年7月2日陕西中新3比1击败青岛中能的比赛中获得职业生涯的首秀。他在2008赛季得到1次上场机会，赛季结束后被俱乐部挂牌，最终加盟中甲联赛球队南昌八一。
2009年，他是南昌八一的主力球员，出场22次，帮助球队获得了联赛亚军，升级到中超联赛。
2010年5月26日，他射进职业生涯的首个进球，帮助南昌八一1比1逼平大连实德。
2015年，朱宝杰加盟貴州人和队。
2020年2月3日加盟上海申花。